# The 5th
"The 5th", ook bekend als "5th Symphony Beethoven", is een nummer van de Nederlandse band Ekseption. Het nummer verscheen op hun album Ekseption uit 1969. Dat jaar werd het nummer uitgebracht als de eerste single van het album.

## Achtergrond
"The 5th" is gebouwd rondom het beginthema van de vijfde symfonie van Beethoven. Toetsenist Rick van der Linden had al enige tijd het idee om bewerkingen te maken van klassieke stukken, aangezien de liveoptredens van Ekseption tot dan toe bestonden uit onsamenhangende dansnummers. Hij raakte geïnspireerd door de groep The Nice, die op dat moment een hit had met "America", een compositie uit de musical West Side Story. Ekseption had voor een festival een bewerking gemaakt van dat thema dat zij met een orkest zouden uitvoeren, maar het orkest zag er niets in om samen te spelen met een popgroep. In plaats daarvan werd deze bewerking in de studio opgenomen. Deze opname ging echter niet zonder slag of stoot; producer Tony Vos wilde oorspronkelijk dat de groep werken van de jazzcomponist Bix Beiderbecke op zou nemen, maar dit was geen succes. Een promotiefilmpje werd opgenomen in de Amsterdamse Grachtengordel.
"The 5th" bevat samples uit een opname van een symfonieorkest dat het originele stuk van Beethoven speelt. In een interview vertelde Van der Linden dat dit orkest uit de Duitse Democratische Republiek kwam, zonder dat hier toestemming voor was gevraagd en later niet meer te achterhalen. De single sloeg oorspronkelijk niet aan bij het publiek. Hierin kwam verandering nadat radiopresentatrice Tineke de Nooij, niet geheel toevallig de toenmalige vrouw van Tony Vos, het dagelijks begon te draaien tijdens haar programma. Uiteindelijk duurde het een half jaar voordat de single de hitlijsten behaalde. Het kwam tot de derde plaats in zowel de Top 40 als de Hilversum 3 Top 30. Ook in de Waalse Ultratop 50 werd een hitnotering behaald met een 27e plaats als hoogste positie.
Op de B-kant van de single staat eveneens een klassiek werk: de Sabeldans uit Gayaneh van Aram Chatsjatoerjan.

## Hitnoteringen

### Nederlandse Top 40
| Hitnotering: 05-04-1969 t/m 05-07-1969 | Hitnotering: 05-04-1969 t/m 05-07-1969 | Hitnotering: 05-04-1969 t/m 05-07-1969 | Hitnotering: 05-04-1969 t/m 05-07-1969 | Hitnotering: 05-04-1969 t/m 05-07-1969 | Hitnotering: 05-04-1969 t/m 05-07-1969 | Hitnotering: 05-04-1969 t/m 05-07-1969 | Hitnotering: 05-04-1969 t/m 05-07-1969 | Hitnotering: 05-04-1969 t/m 05-07-1969 | Hitnotering: 05-04-1969 t/m 05-07-1969 | Hitnotering: 05-04-1969 t/m 05-07-1969 | Hitnotering: 05-04-1969 t/m 05-07-1969 | Hitnotering: 05-04-1969 t/m 05-07-1969 | Hitnotering: 05-04-1969 t/m 05-07-1969 | Hitnotering: 05-04-1969 t/m 05-07-1969 | Hitnotering: 05-04-1969 t/m 05-07-1969 |
| Week                                   | 1                                      | 2                                      | 3                                      | 4                                      | 5                                      | 6                                      | 7                                      | 8                                      | 9                                      | 10                                     | 11                                     | 12                                     | 13                                     | 14                                     |                                        |
| -------------------------------------- | -------------------------------------- | -------------------------------------- | -------------------------------------- | -------------------------------------- | -------------------------------------- | -------------------------------------- | -------------------------------------- | -------------------------------------- | -------------------------------------- | -------------------------------------- | -------------------------------------- | -------------------------------------- | -------------------------------------- | -------------------------------------- | -------------------------------------- |
| Positie                                | 38                                     | 16                                     | 9                                      | 3                                      | 3                                      | 3                                      | 5                                      | 6                                      | 9                                      | 11                                     | 14                                     | 18                                     | 22                                     | 33                                     | uit                                    |

### Hilversum 3 Top 30
| Hitnotering: 12-04-1969 t/m 05-07-1969 | Hitnotering: 12-04-1969 t/m 05-07-1969 | Hitnotering: 12-04-1969 t/m 05-07-1969 | Hitnotering: 12-04-1969 t/m 05-07-1969 | Hitnotering: 12-04-1969 t/m 05-07-1969 | Hitnotering: 12-04-1969 t/m 05-07-1969 | Hitnotering: 12-04-1969 t/m 05-07-1969 | Hitnotering: 12-04-1969 t/m 05-07-1969 | Hitnotering: 12-04-1969 t/m 05-07-1969 | Hitnotering: 12-04-1969 t/m 05-07-1969 | Hitnotering: 12-04-1969 t/m 05-07-1969 | Hitnotering: 12-04-1969 t/m 05-07-1969 | Hitnotering: 12-04-1969 t/m 05-07-1969 | Hitnotering: 12-04-1969 t/m 05-07-1969 | Hitnotering: 12-04-1969 t/m 05-07-1969 |
| Week                                   | 1                                      | 2                                      | 3                                      | 4                                      | 5                                      | 6                                      | 7                                      | 8                                      | 9                                      | 10                                     | 11                                     | 12                                     | 13                                     |                                        |
| -------------------------------------- | -------------------------------------- | -------------------------------------- | -------------------------------------- | -------------------------------------- | -------------------------------------- | -------------------------------------- | -------------------------------------- | -------------------------------------- | -------------------------------------- | -------------------------------------- | -------------------------------------- | -------------------------------------- | -------------------------------------- | -------------------------------------- |
| Positie                                | 16                                     | 8                                      | 3                                      | 3                                      | 3                                      | 5                                      | 6                                      | 8                                      | 10                                     | 14                                     | 19                                     | 21                                     | 27                                     | uit                                    |

### NPO Radio 2 Top 2000
| Nummer met noteringen in de NPO Radio 2 Top 2000 | '99 | '00 | '01 | '02 | '03  | '04 | '05 | '06 | '07  | '08  | '09  | '10  | '11  | '12 | '13  | '14  | '15  | '16  | '17  |
| ------------------------------------------------ | --- | --- | --- | --- | ---- | --- | --- | --- | ---- | ---- | ---- | ---- | ---- | --- | ---- | ---- | ---- | ---- | ---- |
| The 5th                                          | 889 | -   | 775 | 983 | 1155 | 982 | 989 | 964 | 1045 | 1008 | 1168 | 1171 | 1325 | 891 | 1603 | 1476 | 1920 | 1916 | 1846 |

1. ↑  Een '-' betekent dat het nummer niet was genoteerd en een vetgedrukt getal geeft de hoogste notering aan.
2. ↑  Deze tabel is bijgewerkt tot en met de laatste editie (2024).